# Ind-schéma
En géométrie algébrique, un ind-schéma est un foncteur vers la catégorie des ensembles qui peut être écrit (représenté) comme une limite directe (c'est-à-dire une limite inductive) d'injections fermées de schémas.

## Exemples
- L'espace projectif infini {\displaystyle \mathbb {C} P^{\infty }=\varinjlim \mathbb {C} P^{N}} est un ind-schéma.
- L'exemple le plus célèbre d'ind-schéma est peut-être la grassmannienne infinie d'un groupe algébrique G, qui est un quotient de son groupe des lacets formels.

## Voir également
- Schéma formel (en)